# Le Portier

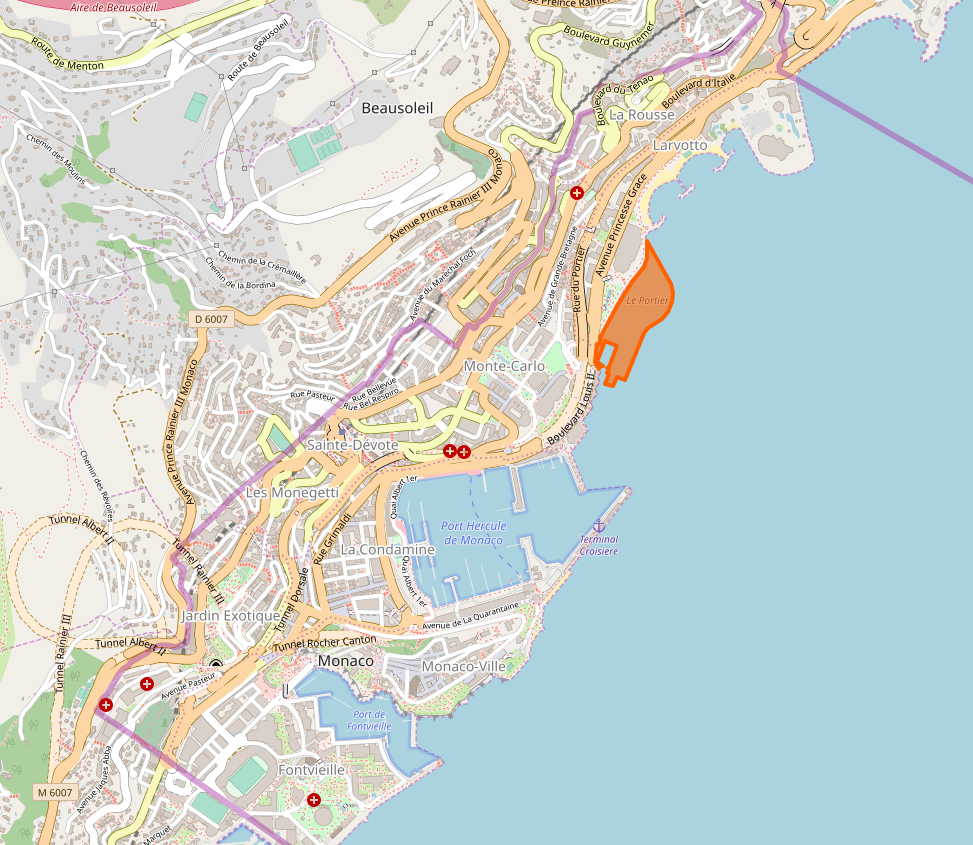
Områdets placering i Monaco.

Le Portier, även Mareterra, är en blivande stadsdel på ett 6 hektar stort område som har 
återvunnits ur havet utanför Monaco. Stadsdelen, som beräknas vara färdig år 2025, kommer att bli en del av det traditionella Quartier Monte Carlo. Den kommer att sträcka sig från Port Hercule till and the Grimaldi Forum Monaco och gränsa till Larvotto.
Projektet startade i början av 2000-talet men pausades år 2009 av furst Albert II på grund av furstendömets dåliga ekonomi och återstartades två år senare.
Området byggs av den franska byggnadsfirman Bouygues. Det  kommer att finnas bostäder för omkring 1 000 personer,  en nyanlagd park, en småbåtshamn och en strandpromenad. Projektet beräknas kosta 2,2 miljarder euro. 

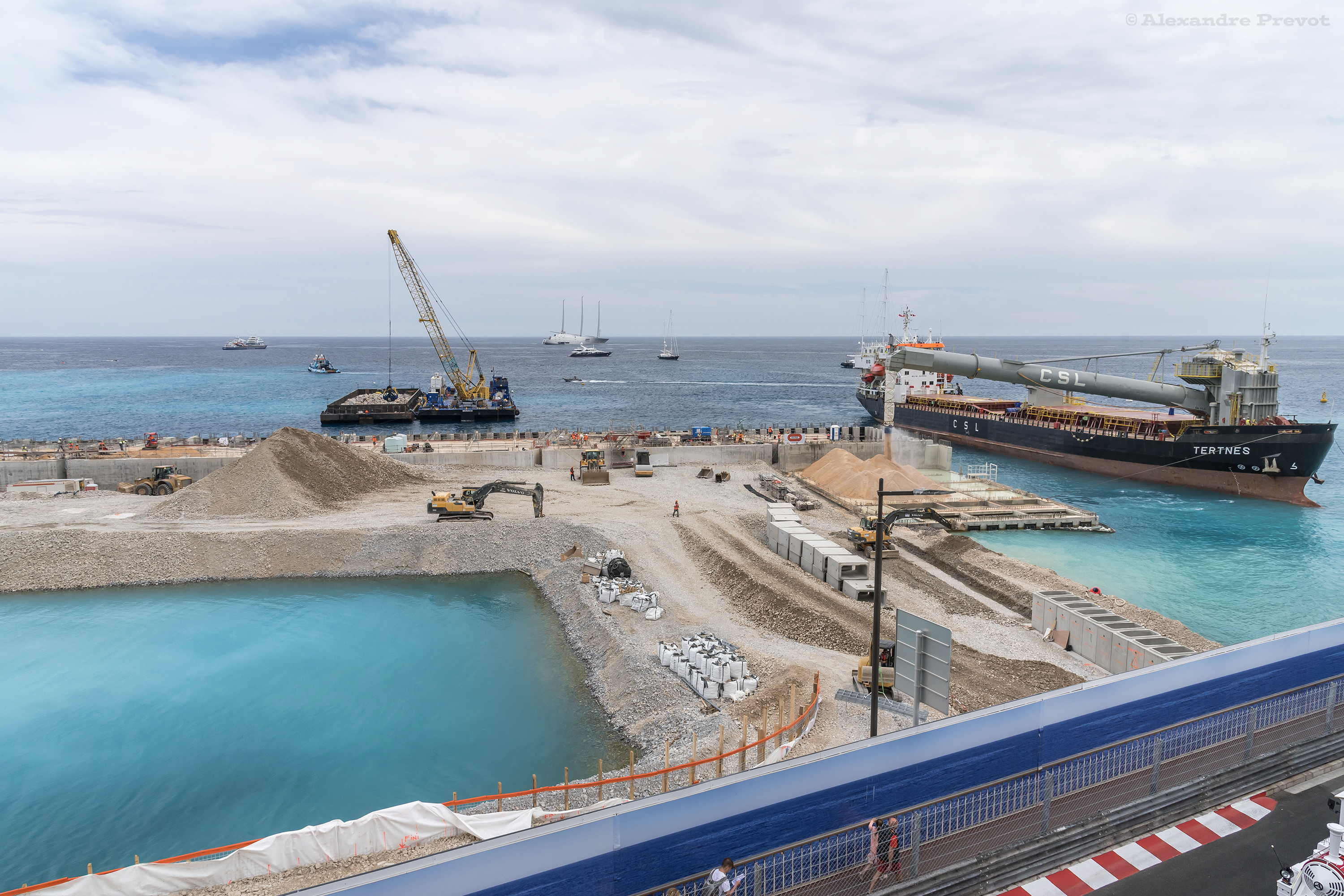
Utfyllnaden år 2019.

Två bostadshus med totalt 114 lägenheter, tio lyxvillor och fyra  
stadsvillor med innergårdar har uppförts på området. Småbåtshamnen har 15 platser och en simbassäng, som är uppkallad efter furstinnan Charlene, och omges av kontorsbyggnader, restauranger och kaféer.
Alla byggnader i Mareterra har solpaneler på taket och planteringarna vattnas med uppsamlat regnvatten. Istället för luftkonditionering används  havsvatten för kylning av lokalerna.